# شقران أزتيكي
شقران أزتيكي (الاسم العلمي: Puccinia azteca) هو نوع من الفطريات يتبع جنس الشقران من الفصيلة الشقرانية.